# Альтлибель

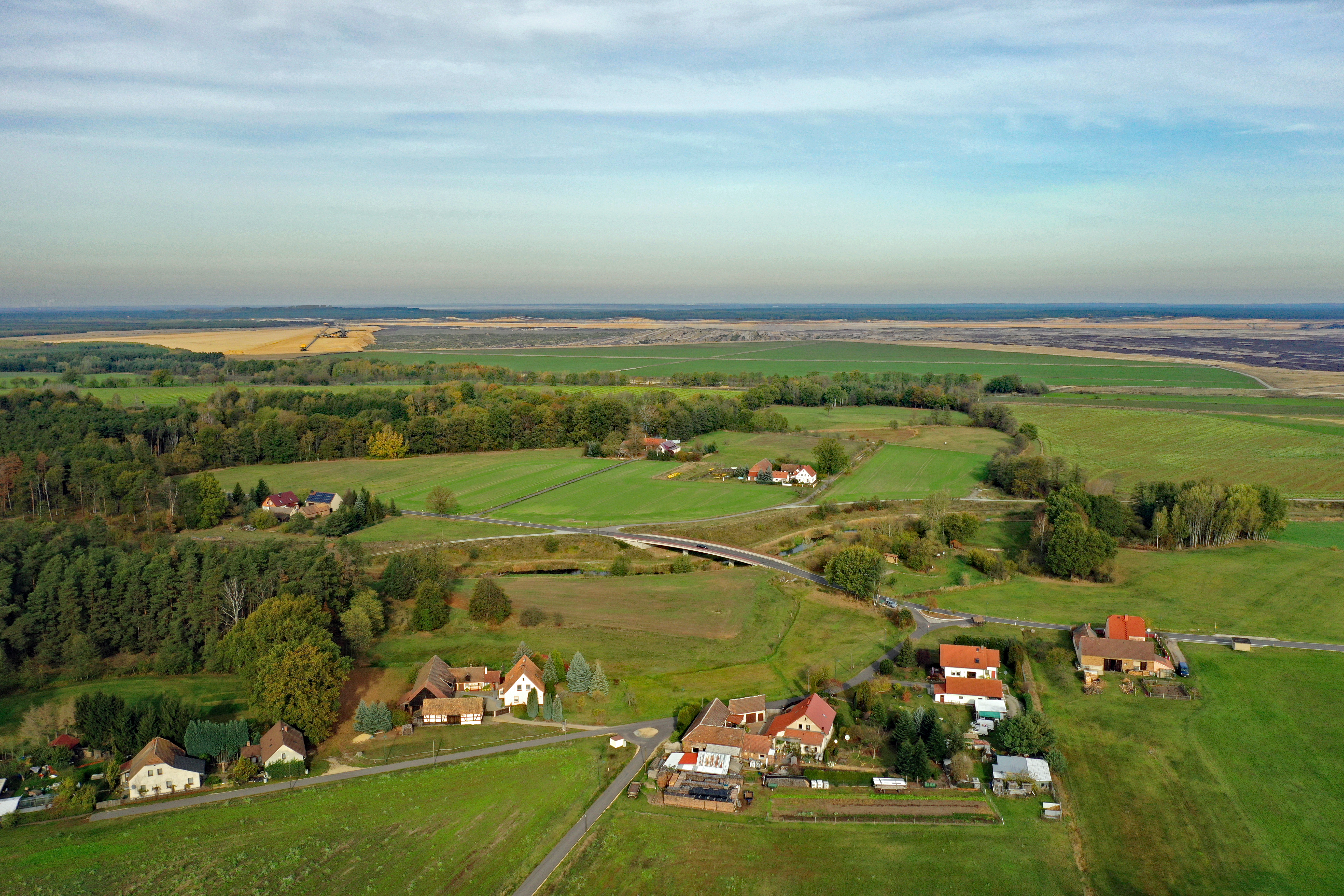

Альтлибель или Стары-Люболнь (нем. Altliebel; в.-луж.  Stary Lubolń) — деревня в Верхней Лужице, Германия. Входит в состав коммуны Ричен района Гёрлиц в земле Саксония. Подчиняется административному округу Дрезден.

## География
Находится в южной части Лужицких озёр. На севере от деревни располагается Райхвальдский угольный карьер и на юге — массивный лесной массив, входящий в биосферный заповедник «Пустоши и озёра Верхней Лужицы». Через деревню проходит автомобильная дорога S131.
Соседние населённые пункты: на западе — деревня Новы-Любольн и на северо-западе — деревня Рыхвалд коммуны Боксберг.

## История
Впервые упоминается в 1395 году под наименованием Lorencz de Lobelin, под современным — с 1768 года. До 1992 года была центром одноимённой коммуны. С 1992 года вошла в состав современной коммуны Ричен.
Развитие деревни непосредственно связано с Райхвальдским угольным карьером, который стал разрабатываться в XVIII веке. Наибольшая численность в 250 жителей зафиксировано в 1950 году. После закрытия угольного карьера в начале 1990-х годов численность жителей упала до 28 человек в 2009 году.
В настоящее время деревня входит в состав культурно-территориальной автономии «Лужицкая поселенческая область», на территории которой действуют законодательные акты земель Саксонии и Бранденбурга, содействующие сохранению лужицких языков и культуры лужичан.
Исторические немецкие наименования
- Lorencz de Lobelin
- Lobinleyn, 1398
- Lobele, 1400
- Lubelin, 1417
- Lobeleyn, 1446
- Alten Löbelin, 1581
- Alt Liebel, 1768

## Население
Официальным языком в населённом пункте, помимо немецкого, является также верхнелужицкий язык.
Согласно статистическому сочинению «Dodawki k statisticy a etnografiji łužickich Serbow» Арношта Муки в 1884 году в деревне проживало 138 человека (из них — 126 серболужичанина.
Лужицкий демограф Арношт Черник в своём сочинении «Die Entwicklung der sorbischen Bevölkerung» указывает, что в 1956 году при общей численности в 247 человек серболужицкое население деревни составляло 13,8 % (из них верхнелужицким языком активно владело 15 человека, 11 — пассивно и 8 несовершеннолетних владело языком).
| 1825 | 1871 | 1885 | 1905 | 1925 | 1939 | 1946 | 1950 | 1964 | 2009 |
| ---- | ---- | ---- | ---- | ---- | ---- | ---- | ---- | ---- | ---- |
| 137  | 124  | 128  | 130  | 109  | 180  | 244  | 250  | 196  | 28   |